# Anisodes sypharioides
Anisodes sypharioides là một loài bướm đêm trong họ Geometridae.